# تسلا مدل اس
تسلا مدل S (به انگلیسی: Tesla Model S) یک خودروی لیفت‌بک برقی است و مدل پرچمدار شرکت تسلا محسوب می‌شود. مدل اس یک خودروی چهار چرخ محرک با طراحی دو موتوره است، اگرچه نسخه‌های قبلی مدل اس موتور عقب و چرخ عقب محرک بودند.
مدل پایه تسلا اس در ۶٫۵ ثانیه از صفر به صد می‌رسد، و با شارژ کامل باتری ۱۶۰ مایل (۲۶۰ کیلومتر) مسافت را می‌پیماید.
۱۰۰۰ نمونه اول این ماشین از نوع Signature Series هستند که مجهز به باتری‌هایی با توانایی پیمودن ۳۰۰ مایل (۴۸۰ کیلومتر) می‌باشند. مدت زمان مورد نیاز برای شارژ کردن باتری‌های آن بستگی به ظرفیت باتری‌ها و جریان و ولتاژ شارژر دارد. با یک شارژر ۲۴۰ ولت و ۲۰ کیلو ولت به ازای هر ساعت شارژ ۱۰۰ کیلومتر را می‌پیماید. شارژ کامل باتری ۸۵ کیلوواتی ۵ ساعت طول می‌کشد. همچنین با تجهیزات سیستم Quick charge به مدت ۴۵ دقیقه می‌توان ۸۵٪ باتری را شارژ نمود. تعویض باتری آن هم در کمتر از ۲ دقیقه امکان‌پذیر است.

## مشخصات

### کارایی
شتاب مدل پایه ۱۷۳۵ کیلوگرمی آن بر طبق اعلام شرکت سازنده ۶٬۵ ثانیه برای سرعت صفر تا صد کیلومتر است. ضریب درگ آن بر طبق ادعای شرکت تسلا موتور ۰٫۲۲ است که توسط هیچ شرکت دیگری تأیید نشده‌است.
مدیر شرکت تسلا موتور ایلان ماسک در ماه اکتبر ۲۰۱۱ اعلام کرده‌است که یک نوع اسپرت مدل اس هم تولید خواهد شد که بر طبق ادعای شرکت رسیدن به سرعت ۱۰۰ کیلومتر در ساعت آن ۴٬۴ ثانیه طول می‌کشد.
در اوت ۲۰۱۶، تسلا مدل P100D که بالاترین مدل می‌باشد را معرفی نمود. P100D یک باتری 100kwh دارد و صفر تا ۹۷ کیلومتر (۰ تا ۶۰ مایل) را در ۲٫۵ ثانیه طی می‌کند. این خودرو می‌تواند ۳۰۰ مایل معادل ۴۸۵ کیلومتر را طی نماید.

### باتری
مدل پایه آن با باتری ۴۲ کیلووات ساعتی در حالت شارژ کامل ۱۶۰ مایل (۲۶۰ کیلومتر) را می‌پیماید(۱۰۸ مایل به ازای هر گالن سوخت). باتری‌های بزرگتر با ظرفیت بیشتر هم وجود دارند که شامل نوع ۶۵ کیلووات ساعتی با برد ۲۳۰ مایل (۳۷۰ کیلومتر) و ۸۵ کیلووات ساعتی با برد ۳۰۰ مایل (۴۸۰ کیلومتر) می‌باشند.
این ماشین دارای باتری‌های قابل تعویض و یک رایانه با نمایشگر ۱۷ اینچ با قابلیت اتصال به نسل سوم شبکه موبایل به منظور اتصال به سرویس‌های آنلاین مانند کنترل باتری از راه دور است.
شرکت سازنده تسلا مدل s باتری‌های این خودرو را ۷ سال ضمانت نموده‌است.
لازم است ذکر شود باتری این خودرو به صورت کاملاً مسطح در کف خودرو جاسازی شده‌است و وزنی معادل ۵۰۰ کیلوگرم دارد.

### قیمت
- با باتری ۶۰ کیلو وات ساعت با توان ۳۰۲ اسب بخار: ۶۳٬۵۷۰ دلار
- با باتری ۸۵ کیلو وات ساعت معمولی با توان ۳۶۲ اسب بخار: ۷۵٬۰۷۰ دلار
- با باتری ۸۵ کیلو وات ساعت بهینه با توان ۴۱۶ اسب بخار: ۸۷٬۰۷۰ دلار

### امنیت
مدل S از ابتدا به عنوان یک وسیله نقلیه الکتریکی ساخته شده‌است. این خودرو با معماری با استحکام بالا و باتری پرقدرت، دارای امنیت زیادی بوده به طوری که امنیت سرنشینان را حفظ و خطر واژگونی را کم می‌کند. هر مدل S جدید شامل آخرین ویژگی‌های ایمنی فعال تسلا، مانند ترمز اضطراری خودکاریست که بدون پرداخت هیچ هزینه اضافی به مشتریان ارائه می‌شود.

## شارژ
تسلا شارژ شبانه در خانه را به عنوان روش اصلی شارژ توصیه می‌کند. به‌طور کلی، راحتی اتصال یک شبه به برق بیشتر از فاصله زمانی شارژ طولانی‌تر است.
برای شارژ خارج از خانه، تسلا با کسب و کارها برای نصب اتصالات دیواری تسلا برای ارائه یک شبکه شارژ به نام مقصد تسلا مشارکت کرده‌است. تجهیزات نیز توسط تسلا به صورت رایگان یا با قیمتی با تخفیف در اختیار مشاغل قرار می‌گیرد. این کسب و کار مسئول هزینه برق هستند. همه شارژرهای مقصد در دسترس عموم نیستند، زیرا برخی از مشاغل آنها را فقط به مشتریان، کارمندان یا ساکنان محدود می‌کنند.
تسلا یک شبکه جهانی از ایستگاه‌های شارژ ۴۸۰ ولتی را اداره می‌کند. شبکه تسلا تنها برای وسایل نقلیه تسلا قابل استفاده است، جدا از کشورهای منتخب در اروپا که تسلا در حال حاضر پایلوت سوپرشارژ غیر تسلا خود را اجرا می‌کند. سخت‌افزار سوپرشارژ در تمام خودروهای جدید و اکثر نسخه‌های قبلی استاندارد است. سوپرشارژر یک ایستگاه شارژ سریع DC است که تا ۲۵۰ کیلووات نیرو ارائه می‌کند و به ۱۵ مایل (۲۴ کیلومتر) در دقیقه افزایش می‌دهد.
تسلا در اصل مدل S را طراحی کرد تا امکان تعویض سریع باتری را فراهم کند، که مونتاژ خودرو را نیز تسهیل می‌کرد. در سال ۲۰۱۳، تسلا یک عملیات تعویض باتری را نشان داد که حدود ۹۰ ثانیه طول می‌کشد، تقریباً نیمی از زمانی که برای پر کردن یک مخزن خالی گاز طول می‌کشد. تسلا در ابتدا قصد داشت از تعویض گسترده باتری پشتیبانی کند، اما ظاهراً به دلیل عدم علاقه مشتریان، این طرح را رها کرد. تسلا متهم شده‌است که با راه‌اندازی برنامه «تعویض باتری» که هرگز در دسترس عموم قرار نگرفت، سیستم هیئت منابع هوایی کالیفرنیا را برای اعتبار وسایل نقلیه بدون آلایندگی بازی می‌کند. تسلا در سال ۲۰۲۰ اعلام کرد که باتری‌ها را به بدنه ادغام می‌کند تا قدرت را افزایش دهد و وزن و هزینه را کاهش دهد.